# Футгольф
Футго́льф (от англ. football и англ. golf) — вид спорта, являющийся производным от гольфа и футбола. Игрок должен пройти поле с 18 лунками, стараясь забить футбольный мяч в каждую из них за наименьшее число ударов. Игра проводится по собственным правилам, утвержденным Международной федерацией футгольфа (FIFG). Соревнования проходят на полях, соответствующих требованиям FIFG.

## История
Первый общеизвестный турнир по футгольфу прошёл в Нидерландах в 2008 году. В том же году была учреждена Международная ассоциация футгольфа (International FootGolf Association — IFGA), которую возглавил Майкл Янсен (Michael Jansen).
3 июня 2012 года была создана Международная федерация футгольфа (Federation for International FootGolf — FIFG). IFGA признала FIFG как руководящую организацию. Головной офис Международной Федерации футгольфа находится в Лозанне (Швейцария). В состав FIFG в настоящий момент входит 51 страна мира, в том числе и Российская Федерация.
Первый чемпионат мира состоялся в июне 2012 г. в Будапеште. В нем приняли участие 77 спортсменов из 8 стран мира: Аргентина, Бельгия, Венгрия, Греция, Италия, Мексика, Нидерланды, США. Победителем стал Бела Ленги из Венгрии.   II Кубок мира прошел в «Пилар гольф & кантри клуб» недалеко от Буэнос-Айреса с 6 по 10 января 2016 года в Аргентине.  В мундиале приняли участие уже 227 футгольфистов , представители 25 стран из Европы, Азии, Австралии, Африки, Южной, Центральной и Северной Америки. В командном зачете победила сборная США, а в индивидуальных соревнованиях Чемпионом мира стал аргентинец Кристиан Отеро. Третий Чемпионат Мира прошел в Марракеше (Марокко) в декабре 2018 года. В командном зачёте победила сборная Франции. Четвёртый Чемпионат Мира по футгольфу проходил в Орландо (США) в конце мая - начале июня 2023 года. Почти 1000 игроков из 39 стран приняли участие в соревнованиях в индивидуальных и командных зачётах. Среди мужчин Чемпионом Мира 2023 стал Бенце Бацкай (Bence Bacskai) из Венгрии. У женщин титул Чемпионки Мира 2023 завоевала Люсия Чермакова (Lucia Čermáková) из Словакии. В зачёте Мужчины 45+ Чемпионом Мира 2023 стал Ян Одден (Jan Aksel Opsahl Odden) из Норвегии. Чемпионами Мира в командном зачёте среди мужчин во второй раз подряд стали футгольфисты из Франции, обыгравшие в финале команду Аргентины. В матче за третье место сборная Словакии одержала победу над испанцами. В командном зачёте "Мужчины 45+" первое место заняла команда Аргентины, вторыми стали игроки из сборной Словакии, третье место у сборной Венгрии. В женском зачёте Чемпионами Мира стала сборная Японии, второе место у девушек из Словакии, а третье у сборной США.
Соревнования по футгольфу проходят на специально оборудованных для игры в футгольф полях/площадках или на особенных лунках на гольф-поле. За рубежом соревнования проводятся в индивидуальных категориях Мужчины, Женщины, Юниоры, Мужчины 45+, Женщины 45+, Мужчины 55+, Клубы (командные). Новый вид спорта стремительно набирает обороты во многих странах мира, в том числе и в России.
ФУТГОЛЬФ В РОССИИ
В октябре 2015 г. зарегистрирована первая в России региональная общественная организация – Спортивная федерация футгольфа Ленинградской области.
27 июля 2016 года получила государственную регистрацию Межрегиональная общественная организация «Федерация Футгольфа» (МОО «Федерация футгольфа»).
22 января 2018 года Приказом № 49 Министерство спорта Российской Федерации признало «футгольф» отдельным видом спорта и включило его в Первый раздел Всероссийского реестра видов спорта под шифром 0690002411Л. Тем самым, Российская Федерация стала первой страной в мире, где «футгольф» был признан видом спорта.
В сентябре 2018 года МОО «Федерация футгольфа» прошла аттестацию и получила статус официального члена FIFG от России.
В 2019 году российские игроки впервые приняли участие в международных соревнованиях, проводимых под эгидой FIFG.
В начале 2020 года МОО «Федерация футгольфа» была преобразована в МФСОО «Федерация футгольфа». На сегодняшний день МФСОО «Федерация футгольфа» продолжает свою деятельность в популяризации футгольфа и проводит корпоративные мероприятия.
В сентябре 2020 года межрегиональной группой энтузиастов развития футгольфа, как вида спорта, было принято решение об интенсификации развития футгольфа на региональном уровне в рамках субъектов Российской Федерации. В результате этого решения, с целью ускорения развития и популяризации футгольфа, на территории Москвы 26 января 2021 года была зарегистрирована Региональная физкультурно-спортивная общественная организация «Федерация футгольфа в городе Москве» (Мосфутгольф). 6 мая 2021 года была зарегистрирована Региональная общественная организация «Федерация футгольфа Краснодарского края» (РОО «ФФКК»).
С 2021 года Мосфутгольф является основным инициатором по организации цикла рейтинговых соревнований по футгольфу на территории Российской Федерации по спортивным международным правилам FIFG.
В 2021 году проведён цикл соревнований из 10 турниров под названием "Футгольф Тур 2021", а в 2022 году цикл из 6 турниров – «Российский Футгольф Тур 2022».
В ноябре 2021 года на рейтинговом международном турнире в Турции наши игроки впервые завоевали медали в индивидуальных соревнованиях в женском зачёте, заняв второе и третье места соответственно. И там же сборная команда Мосфутгольф заняла четвёртое место в «Кубке наций».
С января 2022 года РФСОО «Федерация Футгольфа в городе Москве» вместо МФСОО «Федерация футгольфа» аккредитована Международной Федерацией Футгольфа (FIFG) и наделена единоличным правом по организации и проведению международных соревнований на территории Российской Федерации и регистрации российских игроков в FIFG для получения лицензии (World Tour License), дающей право участвовать в международных турнирах проводимых под эгидой Международной Федерации Футгольфа.
4 марта 2022 года Распоряжением Москомспорта №54 «Федерация Футгольфа в городе Москве» наделена статусом Региональной Спортивной Федерации.
20 мая 2022 года Департаментом спорта города Москвы выдан Документ №25–9/332 о государственной аккредитации, подтверждающий наличие статуса Региональной Спортивной Федерации.
В мае 2022 года при непосредственной помощи "Мосфутгольф" в Республике Беларусь оборудовано и введено в эксплуатацию специализированное поле для футгольфа.
12 апреля 2022 года Приказом №333 Министерство спорта Российской Федерации исключило футгольф из Всероссийского реестра видов спорта. 
С мая 2022 года FIFG приостановила проведение турниров под своей эгидой на территории Российской Федерации до особого распоряжения, опираясь на рекомендации Международного Олимпийского Комитета, но российские игроки по прежнему могут выступать на международных этапах в других странах. 
В 2023 году Мосфутгольф инициирует создание Ассоциации Футгольфа в России (АФГР), с целью большей популяризации и развития футгольфа в стране и объединения региональных федераций для проведения совместных турниров в единой рейтинговой системе.
В апреле 2023 года АФГР и Белорусская Федерация Футгольфа утвердили положение о создании совместной Национальной Футгольф Лиги (НФГЛ) для проведения очередной серии соревнований из 10 турниров «Кубок НФГЛ 2023». Соревнования проходили на специально оборудованных футгольф полях и в гольф клубах Москвы, Санкт-Петербурга, Новороссийска и в Республике Беларусь. 
В 2024 году АФГР и БФФГ провели очередной цикл соревнований в рамках Национальной Футгольф Лиги — «Кубок НФГЛ 2024». Соревнования проходили на специально оборудованных футгольф полях и в гольф клубах Москвы, Санкт-Петербурга и в Республике Беларусь.
В июне 2024 года наша Сборная команда впервые приняла участие в отборочном турнире для участия в Чемпионате Европы 2024 года.
В декабре 2024 года, впервые в истории, наши сборные команды приняли участие в Чемпионате Европы в мужском (45+) и женском зачётах. Соревнования проходили в Турции, г.Белек с 7 по 14 декабря.
В 2025 году запланирован очередной цикл соревнований в рамках Национальной Футгольф Лиги — «Кубок НФГЛ 2025».